# André Lochon
André Armand Édouard Lochon, né le 19 décembre 1932 à Reims et mort le 3 juin 2014 au Port-Marly, est un joueur français de water-polo.

## Biographie
Il fait partie de l'équipe de France masculine de water-polo participant aux Jeux olympiques d'été de 1960 à Rome et huitième des championnats d'Europe de 1958 à Budapest. Avec le Racing Club de France, il est sacré champion de France en 1955. Il est chevalier de l'Ordre national du Mérite en 2004.